# Anne-Marie Im Hof-Piguet
Anne-Marie Im Hof-Piguet, née le 12 avril 1916 à Martigny et morte le 18 décembre 2010 à Berne, est une historienne suisse qui a sauvé de nombreux juifs pendant la Seconde Guerre mondiale. 

## Biographie
Originaire de la Vallée de Joux, Anne-Marie Im Hof-Piguet a contribué à faire passer la frontière franco-suisse à une douzaine d’enfants juifs, leur évitant la mort. Pour son action, elle a reçu la médaille des Justes en 1992. En 1985, elle a réuni ses souvenirs et les documents dont elle disposait pour raconter son action. Née en 1916, elle est la fille d’un inspecteur forestier de la vallée de Joux. Cette ascendance lui donne une connaissance approfondie de la forêt du Risoux, par où avec quelques complices elle met en place une filière entre la France occupée et la Suisse entre 1942 et 1944.
Pendant la Seconde Guerre mondiale, elle s’engage dans la Croix-Rouge et travaille en Ariège dans un centre de cette institution, qui recueille des jeunes orphelines et orphelins, essentiellement de religion juive. Voyant le danger mortel que courent ses pensionnaires, elle s’efforce de les sauver, tout comme le fait une grande partie du personnel de cette maison (dont Emma Ott), et résiste aux réprimandes de sa hiérarchie en Suisse. C’est ainsi que de fil en aiguille, elle devient une passeuse à la frontière, jouant à cache-cache avec les patrouilles allemandes. Elle devient ensuite historienne et s'engage pour diverses causes humanitaires.